# Aitor Embela
Aitor Embela Gil (ur. 17 kwietnia 1996 w Figueres) – piłkarz z Gwinei Równikowej grający na pozycji bramkarza. Od 2017 jest zawodnikiem klubu CE Sabadell B.

## Kariera klubowa
Swoją karierę piłkarską Embela rozpoczął w klubie Altura. Następnie trenował w juniorach Villarrealu i Málagi. W 2014 roku został zawodnikiem klubu Atlético Malagueño z Tercera División. W 2015 roku przeszedł do grającego w Segunda División B, CF Reus Deportiu.

## Kariera reprezentacyjna
W reprezentacji Gwinei Równikowej Embela zadebiutował 7 stycznia 2015 w zremisowanym 1:1 towarzyskim meczu z Republiką Zielonego Przylądka. W 2015 roku został powołany do kadry na Puchar Narodów Afryki 2015. Na tym turnieju był rezerwowym i nie rozegrał żadnego meczu. Z Gwineą Równikową zajął 4. miejsce.